# Andrij Hlusjtjenko

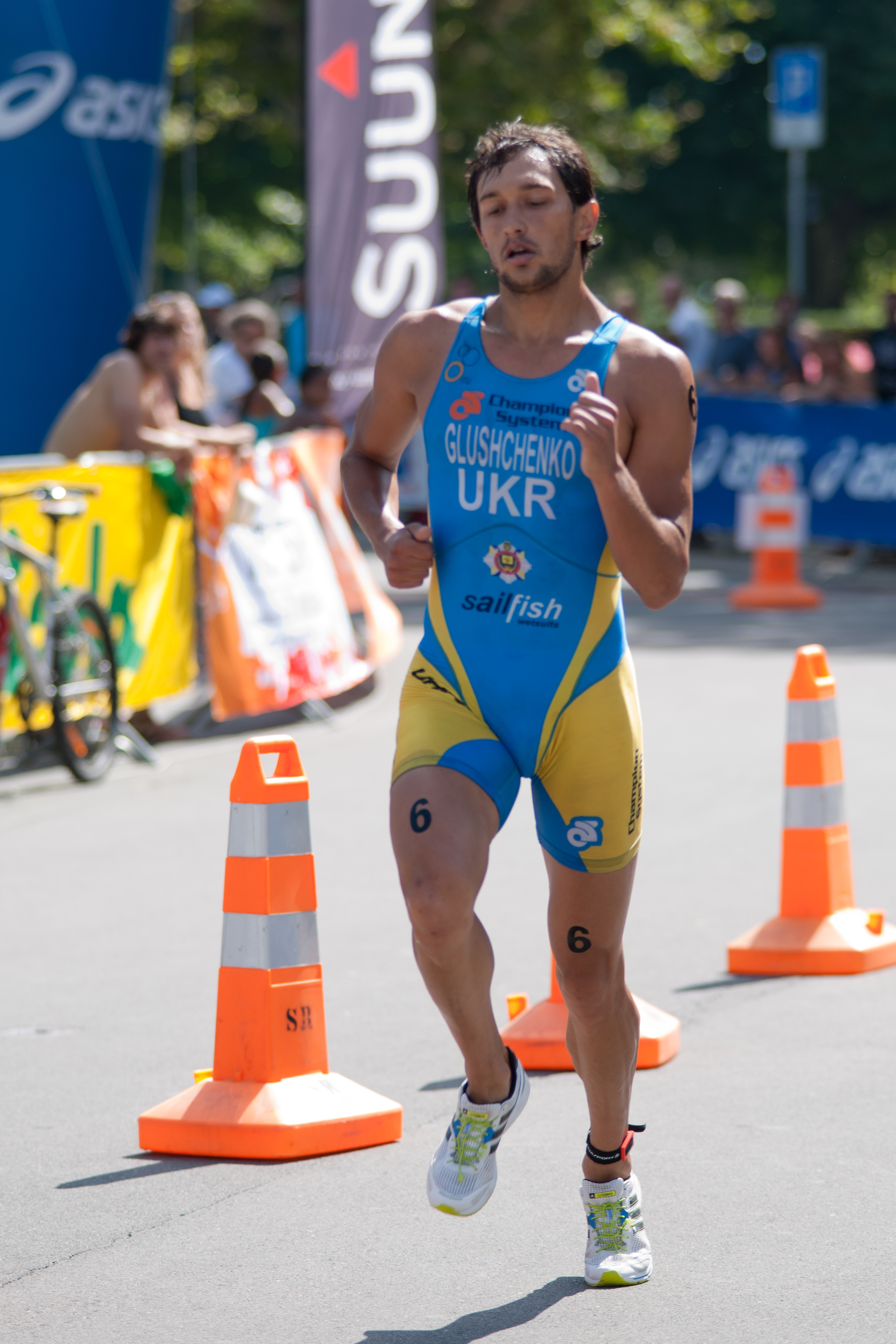
Andrij Hlusjtjenko vid ITU-världscupen, 2010.

Andrij Oleksandrovytj Hlusjtjenko (ryska: Андрій Олександрович Глущенко, Andrij Oleksandrovitj Glusjenko) född 23 oktober 1977 i Kirovohrad, Ukrainska SSR, Sovjetunionen, är en ukrainsk triathlet och medlem i Ukrainas triathlonlandslag. I tävlingssammanhang används vanligen den engelska stavningsvarianten Andriy Glushchenko.
Hlusjtjenko har representerat Ukraina vid de olympiska sommarspelen två gånger, i Sydney år 2000 slutade han på en elfte plats och i Aten 2004 lyckades han inte slutföra tävlingen.

### Fotnoter
1. ↑  ”Arkiverade kopian”. Arkiverad från originalet den 22 oktober 2012. https://web.archive.org/web/20121022055738/http://sportsillustrated.cnn.com/olympics/results/2000/by_event/triathlon_olympic_triathlon.html. Läst 5 februari 2011.
2. ↑  http://www.triathlon.org/athletes/profile/andriy_glushchenko/#results